# Вільям Френсіс Ґанонґ
Вільям Френсіс Ґанонґ (молодший) (англ. William Francis Ganong, Jr. 6 липня 1924; Нортгемптон — 23 грудня 2007; Олбані Каліфорнія) — американський фізіолог. Його батько Вільям Френсіс Ґанонґ (старший) — канадський ботанік.

## Життєпис
Вільям Френсіс Ґанонґ народився 6 липня 1924 року в Нортгемптоні, штат Массачусетс, в родині Вільяма та Анни Гобберт Ґанонґ. Його батько був відомим лікарем, а мати геологом. Вільям Ґанонґ вступив до Гарвардської медичної школи восени 1941, але був призваний в армію Сполучених Штатів після нападу на Перл-Гарбор. Після Другої світової війни здобув ступінь бакалавра в Гарвардській медичній школі та ступінь доктора медицини у 1949 році. Служив у армії Сполучених Штатів під час Корейської війни.
У 1955 році Вільям Ґанонґ почав працювати помічником професора в Університеті Каліфорнії, Берклі. Три роки по тому почав працювати в Університеті Каліфорнії, Сан-Франциско. Був головою відділу фізіології в Університеті Каліфорнії, Сан-Франциско, з 1970 по 1987 рік. З 1977 по 1978 рр. був 50-м президетом Американського товариства фізіологів.
На честь вченого названо LGL-синдром.
Він автор книги Огляд медичної фізіології (Review of Medical Physiology), яку вперше опубліковано в 1963 році. На сьогоднішній день книга витримала 24 перевидання і перекладена 18 мовами. У 2002 році в Україні перекладено й видано 20-те видання книги — Фізіологія людини.
Вільям Френсіс Ґанонґ помер в Олбані, штат Каліфорнія у 2007 році від раку простати.

## Доробок
- Вільям Ф. Ґанонґ. Фізіологія людини[3]

Вибрані публікації
- Stillman, J. S., and W. F. Ganong. The Guillain-Barre syndrome: report of a case treated with ACTH and cortisone. N. Engl. J. Med. 246: 293—296, 1952.
- Lown, B., W. F. Ganong, and S. A. Levine. The syndrome of short P-R interval, normal QRS complex and paroxysmal rapid heart action. Circulation 5: 693—706, 1952.
- Ganong, W. F., and D. M. Hume. Absence of stress-induced and «compensatory» adrenal hypertrophy in dogs with hypothalamic lesions. Endocrinology 55: 474—483, 1954.
- Ganong, W. F., D. S. Fredrickson, and D. M. Hume. The effect of hypothalamic lesions on thyroid function in the dog. Endocrinology 57: 355—362, 1955.
- Ganong, W. F., and P. J. Mulrow. Rate of change in sodium and potassium excretion after injection of aldosterone into the aorta and renal artery of the dog. Am. J. Physiol. 195: 337—342, 1958.
- Ganong, W. F., and P. J. Mulrow. Evidence of secretion of an aldosterone-stimulating substance by the kidney. Nature Lond. 190: 1115—1116, 1961.
- Ganong, W. F., M. D. Shepherd, J. R. Wall, E. E. Van Brunt, and M.T. Clegg. Penetration of light into the brain of mammals. Endocrinology 72: 962—963, 1963.
- Lee, T. C., E. G. Biglieri, E. E. Van Brunt, and W. F. Ganong. Inhibition of aldosterone secretion by passive transfer of antirenin antibodies to dogs on a low sodium diet. Proc. Soc. Exp. Biol. Med. 119: 315—318, 1965.
- Hall, T. C., W. F. Ganong, and E. B. Taft. Hypophysectomy in the Virginia deer: technique and physiologic consequences. Growth 30: 382—392, 1966.
- Ganong, W. F., and A. T. Boryczka. The effect of a low sodium diet on the aldosterone-stimulating activity of angiotensin II in dogs. Proc. Soc. Exp. Biol.. Med. 124: 1230—1231, 1967.
- Loeffler, J. R., J. R. Stockigt, and W. F. Ganong. The effect of alpha- and beta-adrenergic blocking drugs on the increase in renin secretion produced by stimulation of the renal nerves. Neuroendocrinology 10: 129—138, 1972.
- Nolly, H. L., I. A. Reid, and W. F. Ganong. The effect of theophylline and adrenergic blocking drugs on the renin response to norepinephrine in vitro. Circ. Res. 35: 575—579, 1974.
- Ganong, W. F. The brain and the endocrine system: a memoir. In: Pioneers in Neuroendocrinology II edited by J. Meites, B. T. Donovan, and S. M. McCann. New York: Plenum, 1978, p. 189—200.
- Brownfield, M. S., I. A. Reid, D. Ganten, and W. F. Ganong. Differential distribution of immunoreactive angiotensin and converting enzyme in the brain. Neuroscience 7: 1759—1769, 1982.
- Steele, M. K., M. S. Brownfield, and W. F. Ganong. Immunocytochemical localization of angiotensin immunoreactivity in gonadotrops and lactotrops of the rat anterior pituitary gland. Neuroendocrinology 35: 155—158, 1982.
- Steele, M. K., R. V. Gallo, and W. F. Ganong. A possible role for the brain renin-angiotensin system in the regulation of LH secretion. Am. J. Physiol. 245 (Regulatory Integrative Comp. Physiol. R805-R810, 1983.
- Ganong, W. F., J. Challett, H. Jones, Jr., S. L. Kaplan, M. Karteszi, R. D. Stith, and L. D. Van de Kar. Further characterization of the putative alpha-adrenergic receptors in the brain that affect blood pressure and the secretion of ACTH, growth hormone and renin in dogs. Endocrinol. Exp. 16: 191—204, 1982.